# Ludwig Feuchtwanger
Ludwig Feuchtwanger (* 28. November 1885 in München; † 14. Juli 1947 in Winchester, England) war ein deutscher Jurist, Lektor und Autor.

## Familie
Die jüdische Stammfamilie wurde 1555 infolge eines Pogroms aus der mittelfränkischen Stadt Feuchtwangen vertrieben. Der Stamm teilte sich in vier Zweige auf: Ein Familienzweig ließ sich zunächst in Fürth nieder und nahm den Nachnamen Feuchtwanger an. Aus diesem Fürther Zweig ging der Goldschmied, Seifensieder und Kaufmann Elkan Feuchtwanger (1823–1902) hervor. Er gründete in Haidhausen eine Margarinefabrik, die sein Sohn Sigmund Aaron Meir Feuchtwanger (1854–1916) übernahm und geschäftlich leitete. Sigmund Feuchtwanger und Johanna Bodenheimer (1864–1926) heirateten im Jahr 1883. Sie hatten neun Kinder und waren die Eltern von Ludwig Feuchtwanger sowie seiner Brüder Lion Feuchtwanger und Martin Feuchtwanger.

## Leben
Ludwig Feuchtwanger absolvierte 1904 das Abitur am Wilhelmsgymnasium München und studierte Rechts- und Staatswissenschaften. 
1908 wurde er mit seiner Arbeit zur Geschichte der sozialen Politik und des Armenwesens im Zeitalter der Reformation zum Dr. phil. bei Gustav von Schmoller in Berlin promoviert. Danach war Feuchtwanger als Rechtsanwalt in München tätig. 
Von 1915 bis 1933 arbeitete Feuchtwanger als Lektor des Verlages Duncker & Humblot. Während seines Lektorats konnte der Jurist Carl Schmitt erstmals in diesem Verlag veröffentlichen. Der fast zwanzig Jahre umfassende Briefwechsel zwischen Lektor und Autor liegt in einer Veröffentlichung seit 2007 vor. Er veröffentlichte jüdische Studien und Beiträge zur Judaistik. Nach der Machtübernahme durch die Nationalsozialisten am 30. Januar 1933 wurde Feuchtwanger seine Rechtsanwaltslizenz entzogen und er verlor sein Lektorat. Dennoch suchte er Schmitts Unterstützung bei der Idee eines jüdischen Beauftragten für die in Deutschland verbliebenen Juden.
Gemeinsam mit Eugen Schmidt war Feuchtwanger auch in der Schriftleitung der Bayerischen Israelitischen Gemeindezeitung tätig: Sie wurde von Februar 1925 bis zur Zwangseinstellung im Dezember 1937 vom Verband Bayerischer Israelitischer Gemeinden herausgegeben. Die Zeitung versuchte – wie vergleichbare Publikationen – die seit Mitte des 19. Jahrhunderts vorherrschenden Säkularisationstendenzen im Judentum durch eine gezielte Informationspolitik zu beeinflussen.
In den Jahren von 1936 bis 1939 war Feuchtwanger außerdem Leiter des Jüdischen Lehrhauses in München sowie ein Mitglied der Mittelstelle für Erwachsenenbildung. Bis 1938 publizierte er in Organen wie dem Jahrbuch für jüdische Geschichte und Literatur oder der Jüdischen Rundschau. Er wollte, statt mit Romanen wie sein Bruder Lion, mit historischen Texten aufklären. 1938 wurde er von den Nationalsozialisten verhaftet und ins Konzentrationslager Dachau gebracht. 1939 gelang Ludwig Feuchtwanger mit seiner Familie die Emigration nach Winchester in England. Dort lebten sie in bescheidenen Verhältnissen. 1941 wurde ihnen die deutsche Staatsbürgerschaft entzogen.
Da Feuchtwanger im Januar 1945 eine Tätigkeit als Berater und Übersetzer in der britischen Armee annahm, reiste er zurück nach Frankreich und Deutschland. Von seinen Erfahrungen im Umgang mit den Deutschen unmittelbar nach Ende des Zweiten Weltkriegs – insbesondere von deren stetiger Beteuerung, „von nichts gewusst zu haben“ – zeugen seine Briefe an Bruder Lion.
Ludwig Feuchtwangers Sohn ist der Historiker Edgar Feuchtwanger.

## Veröffentlichungen
- Die Bezahlung des wissenschaftlichen Schriftstellers. Gutachten im Auftrag des Vereins für Socialpolitik. Duncker & Humblot, München 1922.
- Festgabe. 50 Jahre Hauptsynagoge München. 1887–1937. Gemeinsam hrsg. mit Leo Baerwald im Auftrag der Israelitischen Kultusgemeinde München. Eigenverlag, München 1937.
- Gesammelte Aufsätze zur jüdischen Geschichte. Herausgegeben von Rolf Rieß. Duncker & Humblot, Berlin 2003, ISBN 978-3-428-10873-2.
- Carl Schmitt/Ludwig Feuchtwanger. Briefwechsel 1918–1935. Hrsg. von Rolf Rieß. Mit einem Vorwort von Edgar Feuchtwanger. Duncker & Humblot, Berlin 2007, ISBN 978-3-428-12448-0.
- Der Gang der Juden durch die Weltgeschichte. Erstveröffentlichung eines Manuskriptes von 1938 (= Europäisch-jüdische Studien – Editionen, 2). Hrsg. v. Reinhard Mehring und Rolf Rieß, De Gruyter, Berlin 2013, ISBN 978-3-11-033422-7, auch als E-Book.